# Hoyerswerda
Hoyerswerda (Sorabe Wojerecy) est une grande ville d'arrondissement de Saxe (Allemagne), située dans l'arrondissement de Bautzen, dans le district de Dresde.

## Municipalité
Hoyerswerda regroupe la vieille ville et la nouvelle ville, ainsi que les villages ou faubourgs suivants:
- Bröthen/Brětnja et Michalken/Michałki, 1 460 habitants
- Dörgenhausen/Němcy, 692 habitants
- Knappenrode/Hórnikecy, 744 habitants
- Schwarzkollm/Čorny Chołmc, 876 habitants
- Zeißig/Ćisk, 1 004 habitants[1]

### Vieille ville
La vieille ville (Altstadt) regroupe les quartiers (Stadtteil) suivants: Neida, Dresdner Vorstadt (faubourg de Dresde), quartier de la gare, Stadtrand, gare Neupetershain, Thrune, centre-ville, faubourg de Senftenberg, faubourg de Spremberg, Elsteraue-Nord et Elsteraue-Sud

### Nouvelle ville

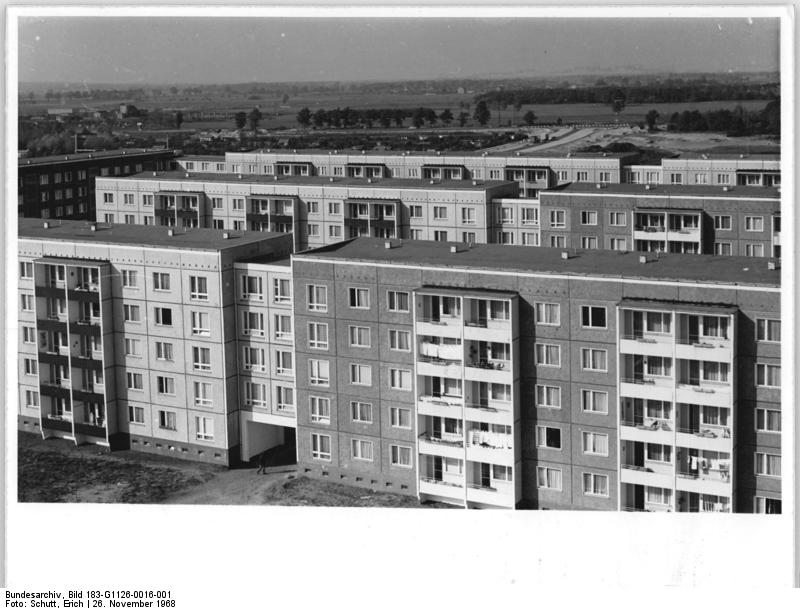
Wohnkomplex (grand ensemble d'habitation) N°VIII, construit en 1968

La nouvelle ville (Neustadt) comprend des cités de grands ensembles ouvriers construits à l'époque de la république démocratique allemande regroupés en 10 quartiers, nommés Wohnkomplex et numérotés de 1 à 10. La nouvelle ville comprend en plus le quartier central (Neudstadt Zentrum) et les quartiers de Kühnicht, Grünewaldring et Gondelteich.

## Histoire
| Appartenances historiques Royaume de Bohême 1353-1651 Électorat de Saxe 1651–1806 Royaume de Saxe 1806–1815 Royaume de Prusse (Province de Brandebourg) 1815–1825 Royaume de Prusse (Province de Silésie) 1825–1918 République de Weimar 1918–1933 Reich allemand 1933–1945 Allemagne occupée 1945–1949 Allemagne 1949–présent |

Durant la Seconde Guerre mondiale, de 1940 à 1945, le camp d'officiers prisonniers de guerre - l'Oflag IV-D - était situé sur son territoire.
En 1991, des affrontements à caractère raciste ont eu lieu à Hoyerswerda. Plusieurs foyers de demandeurs d'asile et de travailleurs immigrés ont été attaqués.

## Religion
La plupart des habitants de cette ville, autrefois en République démocratique allemande, sont athées ou sans religion. Il existe toutefois trois paroisses luthériennes-évangéliques et une paroisse catholique, celle de la Sainte-Famille, fondée en 1913 au N°17 de la Karl-Liebknecht-Straße. Une chapelle catholique à Dörgenhausen, dépend de la paroisse de Wittichenau. D'autres religions, d'origine américaine, comme les Témoins de Jéhovah, se sont implantées récemment.

## Personnalités
- Konrad Zuse y a habité.
- Alfred Otto Herz (1856-1905), explorateur et entomologiste, y est né.

## Jumelages
La commune de Hoyerswerda est jumelée avec :
- Dillingen (Sarre) (Allemagne) depuis 1988
- Huittinen (Finlande) depuis le 11 octobre 1998
- Powiat de Środa Wielkopolska (Pologne) depuis le 24 avril 2006